# Elgoibar
Elgoibar, in Spanisch Elgóibar, bis Mitte des 15. Jahrhunderts Villamayor de Marquina, ist eine Stadt in der Provinz Gipuzkoa im spanischen Baskenland. Sie hat 11.585 Einwohner (Stand: 2024). Die kleine Industriestadt ist heute vor allem bekannt für die vielen ansässigen Werkzeugmaschinenhersteller, was ihr den Namen Hauptstadt der Werkzeugmaschine eingetragen hat.

## Stadtname
Der Name der Stadt stammt aus dem Baskischen und bedeutet frei übersetzt Talacker, zusammengesetzt aus dem baskischen Elge für Acker und der Endung -ibar, welche auf einen Ort auf dem Talboden hinweist.
Die Stadt wurde als Villamayor de Marquina an einem Ort gegründet, der Elgoibar bezeichnet wurde. Nach Mitte des 15. Jahrhunderts verschwand der ursprüngliche Namen der Stadt und es wurde nur noch der Name des Ortes verwendet. Diese Bezeichnung trat das erste Mal in der Verordnungen der Bruderschaft von Gipuzkoa auf, die in den Jahren 1457 und 1463 entstanden.

## Geografie
Die Gemeinde grenzt an die Gemeinden Azkoitia, Bergara, Eibar, Etxebarria, Markina-Xemein, Mendaro und Soraluze.

## Geschichte
Ursprünglich hieß die Stadt Villamayor de Marquina, aber sie wurde an einem Ort gegründet, der vor dem Elgoibar-Feld lag. Bis zur Mitte des fünfzehnten Jahrhunderts erscheint sie in Dokumenten als Villamayor de Marquina, aber in den Statuten der Bruderschaft von Gipuzkoa von 1457 und 1463 Jahren erscheint sie erstmals mit dem Namen Elgoibar und dieser hat sich heute durchgesetzt. Elgoibar gehört zu den frühesten Industriestädten Spaniens.

## Wappen
Das Wappen wurde von den Katholischen Könige im Jahre 1498 der Stadt übergeben, die danach den Titel Noble y Leal (deutsch „adlig und treu“) tragen durfte. In der oberen Hälfte des Wappenschildes ist ein goldenes Schloss auf rotem Grund dargestellt, in der unteren Hälfte sind drei herzförmige silberne Blätter auf blauem Grund dargestellt.
Das Vollwappen wird von zwei Löwen gehalten, die auf zwei unterhalb des Schildes angeordneten Kanonen stehen, die links und rechts von einem mittig unterhalb des Schildes gezeigten Kopf eines Schafbocks gestützt werden. Oberhalb des Schildes ist ein Federbusch angeordnet.

## Bevölkerungsentwicklung
| 1842  | 1900  | 1950  | 1981   | 1991   | 2001   | 2011   |
| ----- | ----- | ----- | ------ | ------ | ------ | ------ |
| 2.215 | 4.224 | 6.799 | 13.862 | 11.693 | 10.440 | 11.364 |

## Persönlichkeiten
- Arnaldo Otegi (* 1958), Politiker
- Yolanda Mateos Franco (* 1972), Fußballspielerin
- Joseba Etxeberria (* 1977), Fußballspieler
- Markel Bergara (* 1986), Fußballspieler
- June Loidi Etxaniz (* 2000), Handballspielerin
- Julen Urruzola Pagazaurtundua (* 2002), Handballspieler